# 韩雷
韩雷（1920年10月—2021年11月14日），男，汉族，广东南海人，中华人民共和国金融人物，曾任中国人民银行副行长，中国农业银行行长。